# Tịch Thiên
Tịch Thiên (zh. 寂天, sa. śāntideva, bo. zhi ba lha ཞི་བ་ལྷ་), là một luận sư Phật giáo kiêm thi hào Ấn Độ sống vào khoảng thế kỉ thứ 7-8 Công nguyên. Ông là người theo phái Trung quán của đạo Phật Đại thừa do Long Thọ Bồ Tát chủ xướng.

## Cơ duyên & tư tưởng chủ đạo
Các nguồn tài liệu về cuộc đời Tịch Thiên được ghi rõ và đối chiếu trong chuyên luận của A. Pezzali. Nhìn chung thì chúng phần lớn mang tính chất thần thoại, chứa rất ít những gì cụ thể lịch sử. Tuy nhiên, các học giả đều nhất trí về việc Sư là vương tử (có lẽ con vua xứ Surāṣṭra), từ khước ngai vàng, đến học viện Na-lan-đà (hoặc Madhyadeśa) gia nhập Tăng-già. Thần thể (sa. iṣṭadevatā) trong quá trình tu tập của Sư là Văn-thù-sư-lợi (sa. mañjuśrī) và Đà-la (sa. tārā).
Về thời hoằng pháp của Tịch Thiên ta cũng không thấy sự nhất trí trong giới nghiên cứu. Phần lớn các chuyên gia nương vào tên của những vương triều thời đó được ghi lại qua sử sách Tây Tạng để xác định, với kết quả là Sư sống vào khoảng 650-700 sau CN. A. Pezzali cho rằng sư hoằng pháp sau thời gian nêu trên với dẫn chứng là Nghĩa Tịnh (rời Ấn Độ 695) — nếu lúc đó Tịch Thiên đã nổi danh như sử sách ghi lại — đã phải ghi lại một vài thông tin về sư. Tuy nhiên, thầy của Tịch Thiên là Thắng Thiên (sa. jayadeva) cũng không được Nghĩa Tịnh nhắc đến trong ký sự của mình. Thời điểm cuối ta có thể xác định được là chuyến đi Tây Tạng đầu tiên của Tịch Hộ (zh. 寂護, sa. śāntirakṣita) vào năm 763, bởi vì Tịch Hộ trích dẫn Tịch Thiên trong tác phẩm Thành chân thật luận (sa. tattvasiddhi).
Tịch Thiên chủ trương học thuyết Quy mậu luận chứng (zh. 歸謬論証, sa. prasaṅga) — cũng được gọi là Cụ duyên hoặc Ứng thành — của tông Trung quán (sa. mādhyamika). Tương truyền thầy của Sư là Thắng Thiên, một đại sư giảng dạy tại học viện Na-lan-đà. Ngoài Sư ra thì Thắng Thiên có một đệ tử khác là Virūpa. Về tư tưởng thì Sư thuộc về hàng hậu thế trong tông Trung quán và chính vì vậy mà có thể dùng tất cả những phương tiện mà các vị tiền bối đã phát triển. Về quan điểm triết học thì Sư lại gần Nguyệt Xứng. Trong khi vị này được miêu tả như một triết gia thuần tuý thì Tịch Thiên lại có khuynh hướng phối hợp quan điểm triết học và thực hành thiền định một cách hài hoà. Vì truyền thống Trung quán không lưu lại tài liệu hướng dẫn thực hành cụ thể nên Sư phải diễn dẫn quan điểm của những trường phái khác, những quan điểm được trình bày trong các bộ kinh Hoa Nghiêm, Bảo Tích hoặc những bài kinh Đại thừa độc lập khác. Và Sư cũng chẳng ngần ngại trích dẫn kinh điển "tiền đại thừa", diễn giảng chúng theo cách của mình, theo quan điểm Đại thừa.

## Tác phẩm
Sư là tác giả của hai tác phẩm quan trọng là (Đại thừa) Tập Bồ Tát học luận (sa. śikṣāsamuccaya) và Nhập bồ-đề hành luận (sa. bodhicaryāvatāra). Một tác phẩm thứ ba cũng thường được nhắc đến là Tập kinh luận (sa. sūtrasamuccaya) đã thất truyền (theo Thánh Nghiêm thì được dịch ra Hán ngữ dưới tên Đại thừa thật yếu nghĩa luận). Nhập bồ-đề hành luận rất thông dụng trong Phật giáo Tây Tạng, là kinh điển giáo khoa.

### Nhập bồ-đề hành luận
Nhập bồ-đề hành luận trình bày các bước tu học vị Bồ Tát, từ lúc phát Bồ-đề tâm (sa. bodhicitta) cho đến lúc đạt trí Bát-nhã (sa. prajñā), dựa trên Lục ba-la-mật-đa (sa. ṣaṭpāramitā). Nhập bồ-đề hành luận là tác phẩm nhằm hướng dẫn cho Cư sĩ hay người mới nhập môn. Tịch Thiên giảng giải trong tác phẩm này hai phương pháp nhằm giúp vị Bồ Tát tương lai nhận biết tại sao mình lại cứu độ cho người và xuất phát từ đó các hành động cần thiết. Một mặt hành giả phải tu học phép quán chiếu cái nhất thể giữa mình và người (sa. parātmasamatā), mặt khác phải học phép hoán đổi giữa mình và người (sa. parātmaparivartana, xem thêm Bất hại), tức là đặt mình vào địa vị của chúng sinh để thấu rõ tâm trạng của Hữu tình (sa. sattva).

### Tập Bồ Tát học luận
Tập Bồ Tát học luận bao gồm 19 chương (sa. pariccheda) với 27 bài kệ chính và lời bình giảng, giải thích rõ những câu kệ này. Phần bình giảng hàm chứa nhiều đoạn trích dẫn kinh điển — Tịch Thiên trích dẫn trên 100 bộ kinh. Phần đóng góp của Sư trong đây nằm trong phạm vi tóm lược và viết lời dẫn dưới dạng văn xuôi. Trọng tâm của Tập Bồ Tát học luận là con đường tu tập của một vị Bồ Tát. Mặc dù Sư theo cách phân chia truyền thống theo sáu Ba-la-mật-đa (sa. pāramitā) nhưng lại không dùng chúng làm sườn một cách xuyên suốt trong tác phẩm này. Thay vào đó, Sư viết rõ hơn về điều kiện dẫn nhập và những chặng đường phát triển "bên dưới", kể từ lúc ban sơ, từ lúc một Phật tử phát tâm Bồ-đề vì lợi ích chúng sinh. Quan trọng cho cấu trúc của Tập Bồ Tát học luận, ngoài Lục ba-la-mật-đa ra là những quỹ phạm khác, ví như ba điểm quan trọng là bản thân (sa. ātmabhāva), vật sở hữu (sa. bhoga) và Công đức (sa. puṇya) của một Bồ Tát. Ba điểm này được giảng thuật dưới bốn khía cạnh, đó là: sự buông xả (sa. utsarga), bảo hộ (sa. rakṣā), thanh tịnh (sa. śuddhi) và tăng trưởng (sa. vṛddhi).
Điểm đặc biệt của Tập Bồ Tát học luận nằm ở chỗ không nhấn mạnh đến khía cạnh triết học Phật giáo, mặc dù cơ sở quan trọng này không bao giờ bị xao lãng. Thay vào đó, luận văn chuyên chú đến khía cạnh tu tập cụ thể mà mỗi Phật tử có thể thực hành. Tất cả những chủ đề được đưa ra và bình luận đều hướng về mục đích cứu cánh, đó là thành tựu quả vị Bồ Tát, đạt giác ngộ vì lợi ích chúng sinh. Nhìn chung, tác phẩm được viết một cách giản dị, tha thiết và đầy thi vị. Tập Bồ Tát học luận và Nhập Bồ-đề hành luận sau này trở thành sách giáo khoa căn bản của Phật giáo Tây Tạng và đây cũng là lý do vì sao bộ Phiên dịch danh nghĩa đại tập (zh. 翻譯名義大集, sa. mahāvyutpatti) đặt Tịch Thiên ngang hàng những vị Đại luận sư khác như Long Thụ, Thánh Thiên, Nguyệt Xứng, Thanh Biện và Giác Hiền.
Tiểu sử bên dưới được ghi lại theo cách nhìn của Mật giáo Ấn Độ, Tây Tạng.

## Tịch Thiên (41), "Kẻ lười biếng"
Tịch Thiên theo truyền thống 84 vị Đại thành tựu của Ấn Độ và cũng là người viết Nhập bồ-đề hành luận. Sư là một vương tử được thụ giới Tỳ Kheo tại Đại học Phật giáo Na-lan-đà. Trong lúc các bạn đồng học tập trung học tập thì Sư chỉ thích ngủ nghỉ, vì thế bạn bè khinh khi, đặt tên là "lười biếng" (sa. bhusuku), có nghĩa người chỉ biết thực hiện ba việc: ăn, ngủ và bài tiết. Thời đó tại Na-lan-đà, các học viên thường phải đọc thuộc lòng Kinh điển trước đại chúng, lần đó đến lượt Tịch Thiên. Vị giáo thụ xem chừng Sư không thuộc bài, khuyên Sư nên ra khỏi Tăng-già, nhưng Sư không chịu. Tới ngày phải tụng đọc, Sư thành tâm cầu khẩn Bồ Tát Văn-thù-sư-lợi giúp đỡ, quả nhiên Văn-thù hiện ra hứa giúp. Lúc Sư lên giảng đường tụng đọc, mọi người tề tựu đông đủ, kể cả nhà vua Thiên Hộ (sa. devapāla), ai cũng nghĩ Sư sẽ bị một vố ê chề. Thế nhưng Sư đọc một bài kinh hoàn toàn mới, gồm có 10 chương, đó là tập Nhập bồ-đề hành luận (sa. bodhicāryāvatāra) vô song, còn truyền đến ngày nay. Đến chương thứ chín thì người Sư lơ lửng trên không, mọi người đều ngạc nhiên kinh hoàng. Sau đó không ai gọi Sư là "lười biếng" nữa mà đặt tên là "Pháp sư" Tịch Thiên, mời Sư làm Viện trưởng của Na-lan-đà.
Sau đó Sư rời Na-lan-đà ra đi không lời từ giã, lấy một thanh gỗ biến thành gươm và đi làm kiếm sĩ cho nhà vua xứ Đô-ri-ki (sa. dhokiri). Sau, Sư vào rừng ẩn cư và làm thợ săn. Bị nhiều người chê trách là đã tu mà còn giết hại sinh vật, Sư dùng thần thông làm chúng sống lại cả và bảo:
Con nai trên bàn ăn,
chưa hề sống, hề chết,
chẳng bao giờ vắng bóng.
Đã không gì là Ngã,
sao lại có thợ săn
hay thịt của thú rừng?
Ôi, người đời đáng thương,
mà các ngươi lại gọi,
ta là người "lười biếng"!
Sư sống trên trăm năm và đưa nhiều người trở về chính pháp. Phật giáo Tây Tạng rất coi trọng Tịch Thiên, bộ Nhập bồ-đề hành luận là sách giáo khoa tại đó. Chứng đạo ca của Sư có những lời sau:
Trước ngày thật chứng ngộ,
ta biết nhiều hương vị,
trong khắp cõi luân hồi,
ta xa lánh đức Phật.
Tới lúc thật chứng rồi,
Sinh tử và Niết-bàn
hợp nhất thành Đại lạc,
ta trở thành viên ngọc
sáng trong biển vô tận.